# Gavrilo Princip
Gavrilo Princip (Гаврило Принцип, phát âm [ɡǎʋrilɔ prǐntsip]; 25 tháng 7 [lịch cũ 13 tháng 7] năm 1894 – ngày 28 tháng 4 năm 1918) là người Séc gốc Bosnia người ám sát thái tử Franz Ferdinand của Áo-Hung và người vợ mang thai của ông, Sophie, Công nương Hohenberg, ở Sarajevo vào ngày 28 tháng 6 năm 1914.
Sau vụ ám sát thái tử Áo-Hung Franz Ferdinand, giới quân phiệt Đức, Áo-Hung chớp lấy cơ hội gây chiến tranh bằng cách đổ tội cho Vương quốc Serbia đứng đằng sau vụ ám sát và cuối cùng ngày 28 tháng 7 năm 1914 Đế quốc Áo-Hung tuyên chiến với Serbia, Chiến tranh thế giới thứ nhất bùng nổ.